# قاتل (فیلم ۱۹۹۲)
قاتل (انگلیسی: Killer) یک فیلم است که در سال ۱۹۹۲ منتشر شد. از بازیگران آن می‌توان به شارادا و ناگما اشاره کرد.